# 309th Aerospace Maintenance and Regeneration Group

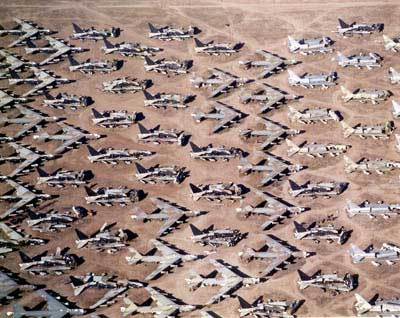
Cimetière d'avions de Boeing B-52 Stratofortress.

Le 309th Aerospace Maintenance and Regeneration Group (AMARG), souvent appelé « The Boneyard » (« le cimetière »), est un service de stockage et de maintenance d'avions de l'United States Air Force situé à la Davis-Monthan Air Force Base à Tucson dans l'Arizona. L'AMARG s'appelait initialement le Military Aircraft Storage and Disposal Center (MASDC) puis l'Aerospace Maintenance and Regeneration Center (AMARC).
Il s'occupe de plus de 4 000 avions, ce qui en fait le plus grand centre de stockage et de préservation d'avions au monde mais il n'est que l'un des huit sites de stockage d'aéronefs retirés du service des forces armées des États-Unis.
Comme une unité Air Force Materiel Command, le groupe est sous le commandement de la 309th Maintenance Wing de la Hill Air Force Base en Utah. L'AMARG est initialement conçu pour stocker les surplus d'avions du département de la Défense et des Garde-côtes, mais ces dernières années, il fut désigné comme étant le seul dépositaire des avions ne servant plus de toutes les branches du gouvernement des États-Unis.

## Histoire

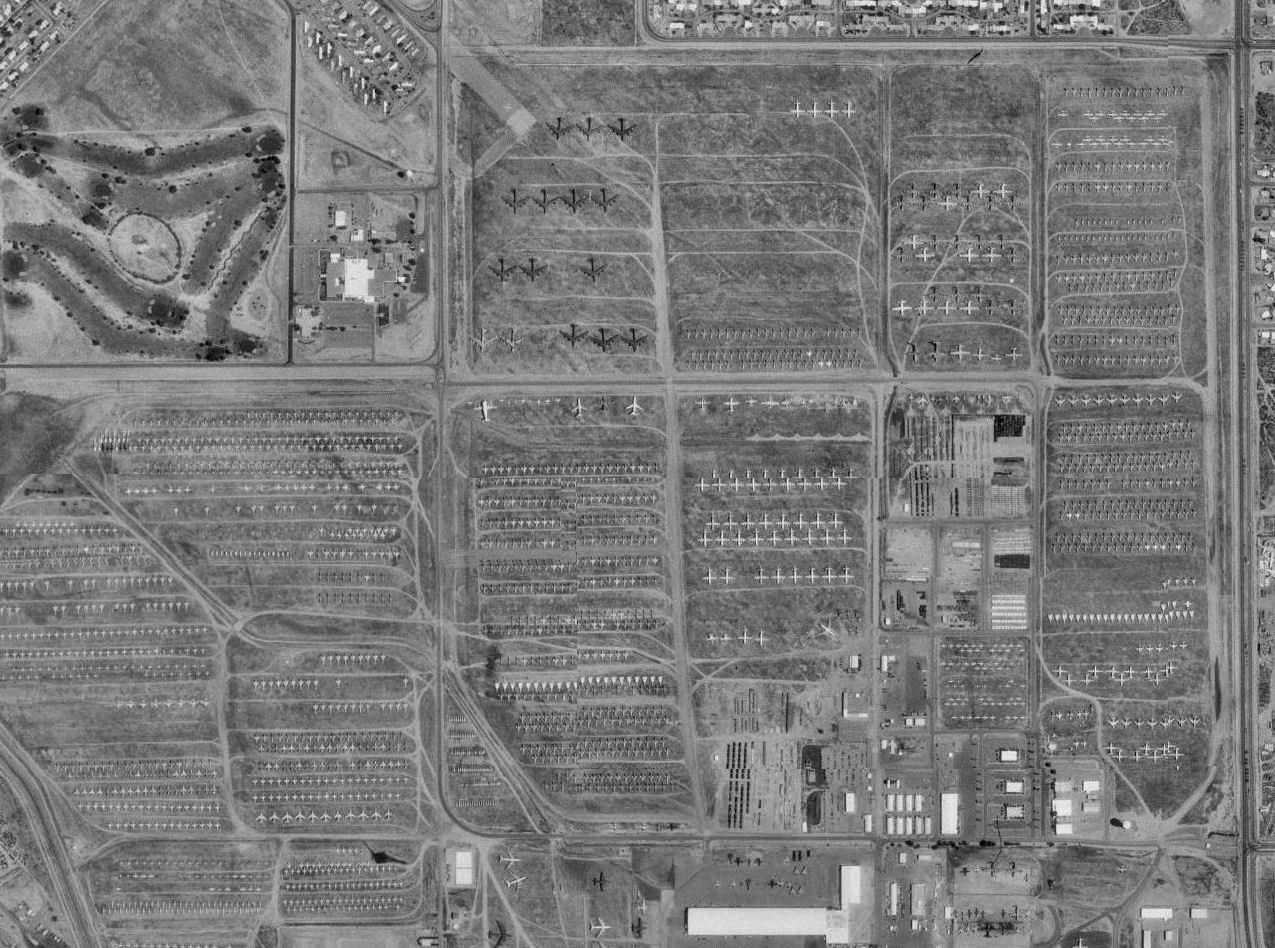
Vue satellite d'une partie du parc de l’AMARG.

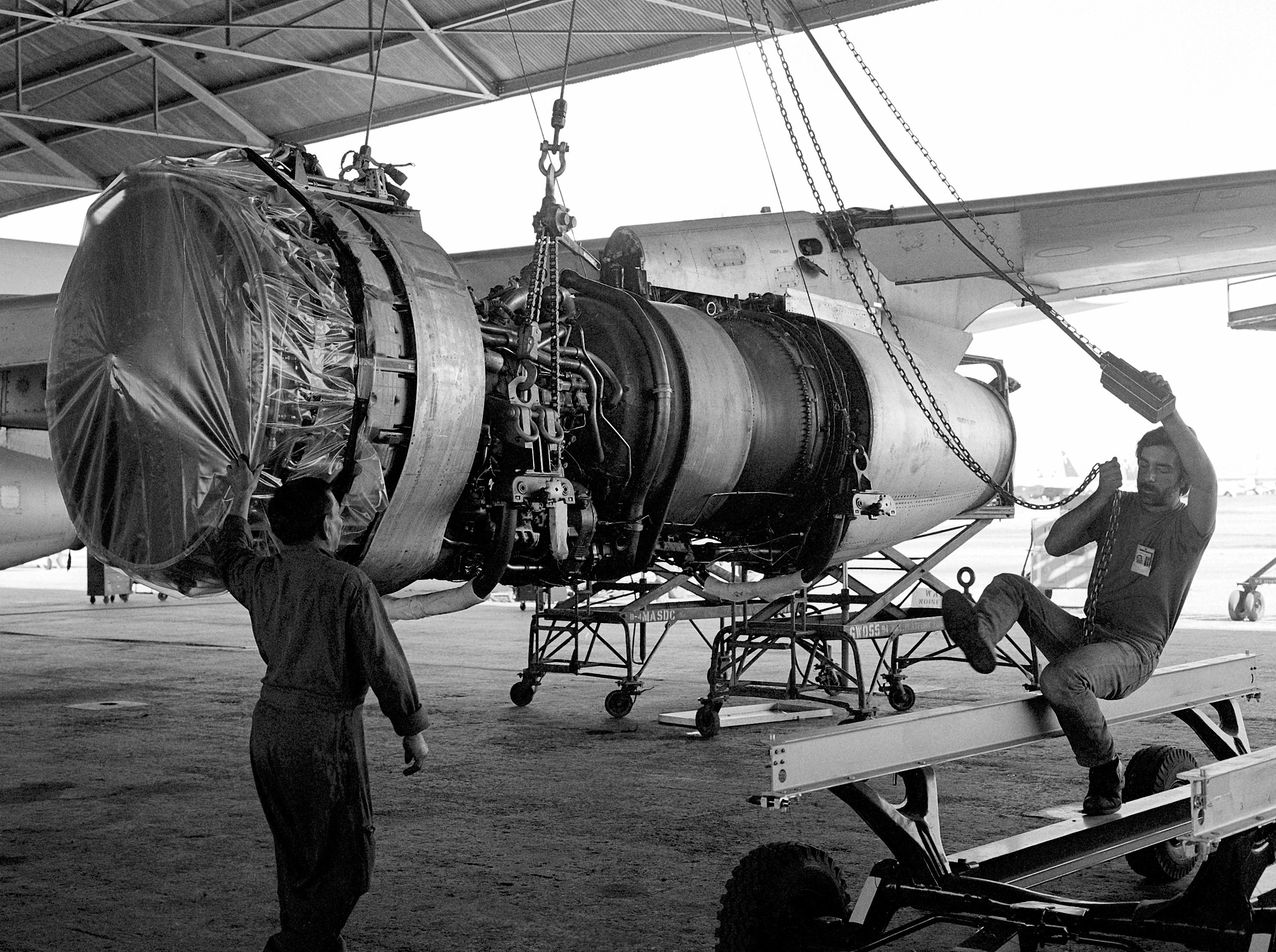
Démontage en 1984 d'un réacteur Pratt & Whitney JT3Dd'un Boeing 707 civil destiné à être utilisé par un KC-135 Stratotanker sous le nom de TF-33.

L'AMARG est créé en 1946, peu après la Seconde Guerre mondiale comme le 4105th Army Air Force pour héberger les avions B-29 et C-47. La Davis-Monthan Air Force Base fut choisie à cause de la faible humidité de Tucson, les précipitations peu fréquentes, des sols alcalins et une altitude élevée (780 mètres) limitant la corrosion. De plus, le sol dur fait qu'il est possible de déplacer les avions sans avoir au préalable à stabiliser les zones de stockage.
En 1948, après la création de l'United States Air Force en tant que branche armée indépendante (l'aviation américaine pendant la Seconde Guerre mondiale, l'USAAF, dépendait de l'armée de terre), l'unité est renommée 3040th Aircraft Depot. En 1965, le dépôt est renommé Military Aircraft Storage and Disposition Center (MASDC), et est chargé des appareils de toutes les forces armées américaines (et pas uniquement de ceux de l'armée de l'air). Dans les années 1980, le centre commence à traiter les missiles balistiques intercontinentaux pour le démantèlement ou la réutilisation dans les lancements de satellites, et a été renommé Aerospace Maintenance and Regeneration Center (AMARC) pour refléter l'objectif élargi à tous les domaines aérospatiaux.

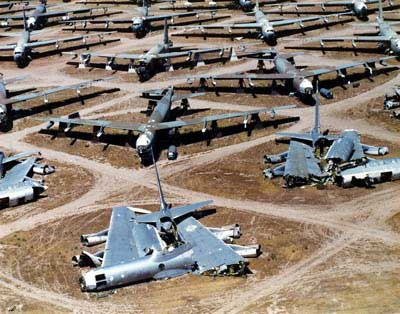
Les B-52 détruits à la suite des accords START.

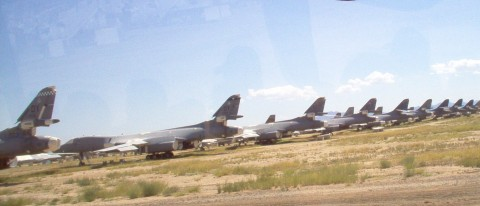
Des bombardiers B-1B Lancer en dépôt dans les années 2000.

Dans les années 1990, en conformité avec le traité START I, l'AMARC fut chargé d'éliminer 365 bombardiers B-52. L'avancement de cette tâche devait être vérifié par la Russie via satellite et par l'inspection d'une personne sur le site de l'AMARC. Initialement, les B-52 ont été coupés en morceaux avec une guillotine de 13 000 livres (5,9 tonnes). Plus tard, l'outil de choix fut la scie de sauvetage K-12. Cette technique plus précise permit à l'AMARG de récupérer les pièces de rechange.
En mai 2007, le commandement de l'AMARC fut transféré à la 309th Maintenance Wing, et le centre fut renommé 309th Aerospace Maintenance and Regeneration Group.

## Procédures de stockage
Il existe quatre catégories de stockage pour les avions à l'AMARG :
- long terme : les avions sont gardés intacts pour une utilisation future ;
- remise en état de pièces : les avions sont gardés, pris séparément et utilisés pour fournir des pièces de rechange ;
- garde en état de vol : les avions sont conservés intacts pour les plus courts séjours que le long terme ;
- excédents des besoins du DoD : les avions sont vendus entiers ou en parties.

L'AMARG emploie 550 personnes, presque toutes des civils. L'installation de 2 600 acres (11 km2) est adjacente à la base. Pour chaque dollar que le gouvernement fédéral dépense dans l'exploitation de l'installation, celle-ci enregistre ou produit 11 dollars à partir de la récupération de pièces de rechange et la vente de stocks. Une supervision par le Congrès américain détermine quel type d'équipement peut être vendu et à qui.
Un avion avant d'être stocké subit les traitements suivants :
- Toutes les armes, charges de sièges éjectables ou matériel classifié sont retirés.
- Le système d'alimentation en carburant est protégé en le vidant, en le ré-emplissant d'huile légère, et en le vidant à nouveau. Ceci laisse une pellicule d'huile protectrice.
- L'avion est protégé contre la poussière, la lumière du soleil et les températures élevées. Ceci est fait en utilisant plusieurs matériaux, allant du composant plastique vinyle de haute technologie aux simples bâches.

Le Groupe stocke annuellement un nombre non divulgué d'avions et en déstocke un certain nombre pour le retour au service, pour être transformé en drone ou pour être vendus à des gouvernements étrangers alliés. Par exemple ces dernières années[Quand ?], la Turquie a acheté plusieurs avions à réaction datant de la guerre du Viêt Nam[réf. nécessaire] qui étaient gardés à l'AMARG. Il y a des enquêtes poussées sur qui (civils, compagnies, gouvernements étrangers) peut acheter quoi. Parfois, des ventes sont annulées, l'armée de l'air par exemple a récupéré plusieurs F-16 de l'AMARG pour les Strike Fighter Tactics Instructor Courses et qui étaient initialement destinés à être vendus au Pakistan, mais qui n'ont jamais été livrés en raison de l'embargo en vigueur sur ce pays au début des années 1990[réf. nécessaire].

## Accessibilité
L'AMARG est étroitement surveillé, et est interdit à toute personne n'y travaillant pas. La seule exception est un circuit en bus qui conduit au Pima Air and Space Museum.

## Inventaire

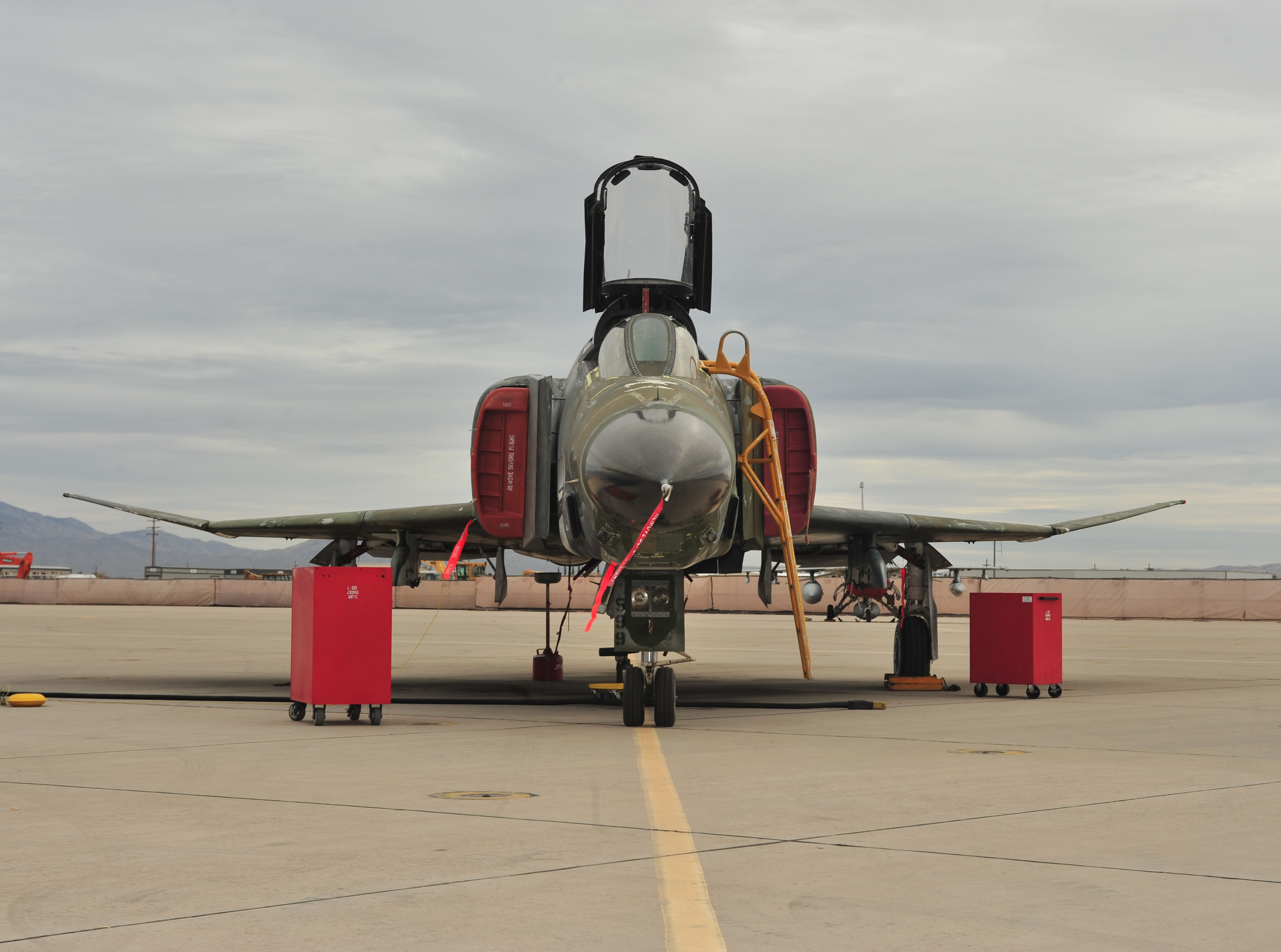
Le dernier des 318 F-4 Phantom transformé en drone par l'AMARG en janvier 2013.

Dans les années 2000, on comptait plus de 4 400 appareils en dépôt. Parmi eux, 700 F-4 Phantom II, dont le prix total initial était estimé à 27 milliards de dollars.
Au 15 janvier 2014, on estime qu'il y a environ 4 200 appareils en stock dont 574 F-16 Falcon, 352 F-4 Phantom II, 202 A-10 Thunderbolt II, 202 C-130 Hercules, 187 F-15 Eagle, 171 KC-135 Stratotanker, 152 A-6 Intruder, 150 T-38 Talon, 149 P-3 Orion, 148 A-4 Skyhawk, 110 B-52 Stratofortress, 110 S-3 Viking, 100 F/A-18 Hornet
En octobre 2016, 3 802 appareils sont stockés.